# Euphyia indistincta
Euphyia indistincta är en fjärilsart som beskrevs av Ludwig Osthelder 1929. Euphyia indistincta ingår i släktet Euphyia och familjen mätare. Inga underarter finns listade i Catalogue of Life.